# Threnosia myochroa
Threnosia myochroa är en fjärilsart som beskrevs av Turner 1940. Threnosia myochroa ingår i släktet Threnosia och familjen björnspinnare. Inga underarter finns listade i Catalogue of Life.